# 下斗米伸夫
下斗米 伸夫（しもとまい のぶお、1948年11月3日 - ）は、日本の政治学者。法学博士（東京大学・課程博士・1978年）。法政大学名誉教授。専攻は、比較政治、ロシア・CIS政治、ソ連政治史。「旧ソ連・ロシア研究の第一人者」、「ロシア政治研究の第一人者」と称される。

## 略歴
1948年、北海道札幌市生まれ。熊本県立熊本高等学校を経て、1971年に東京大学法学部を卒業。東京大学大学院法学政治学研究科修士課程に進学し、渓内謙に師事した。1978年に、東京大学大学院法学政治学研究科博士課程修了。法学博士。学位論文は「ソビエト労働組合（1925年-1928年）伝達紐帯の政治構造」。 
同年、成蹊大学法学部専任講師に就任し、1985年、同大学法学部教授を経て、1988年から2019年まで法政大学法学部教授。2019年より同名誉教授。神奈川大学法学部特別招聘教授。
在外研究歴は、1975年-1976年にモスクワ（文部省派遣留学）、1983年-1985年にバーミンガム大学ロシア東欧研究センター、1992年-1994年にハーバード大学ロシア研究センター。2008年-2009年ロシア科学アカデミー東洋学研究所。
1998年 - 2001年に朝日新聞客員論説委員をつとめる。2002年 - 2004年に日本国際政治学会理事長をつとめる。2003年、10月20日のAPEC首脳会合の際の日露首脳会談において設立が合意された日露賢人会議のメンバーである。

## 受賞・栄典
- 2005年 - アジア・太平洋賞特別賞（『アジア冷戦史』）
- 2018年 - 日本政治法律学会より現代政治学会賞を受賞[8]。

## 著書

### 単著
- 『ソビエト政治と労働組合――ネップ期政治史序説』（東京大学出版会, 1982年）
- 『ソ連現代政治』（東京大学出版会, 1987年、第2版1990年）
- 『ゴルバチョフの時代』（岩波新書 1988年）
- 『「ペレストロイカ」を越えて――ゴルバチョフの革命』（朝日新聞社〈朝日選書〉, 1991年）
- Moscow under Stalinist Rule, 1931-34, (Macmillan, 1991).

『スターリンと都市モスクワ――1931-34年』（岩波書店 1994年）
- 『独立国家共同体への道――ゴルバチョフ時代の終わり』（時事通信社, 1992年）
- 『ロシア現代政治』（東京大学出版会, 1997年）
- 『ロシア世界』（筑摩書房, 1999年）
- 『北方領土Q&A80』（小学館文庫, 2000年）
- 『ソ連＝党が所有した国家―1917-1991』（講談社選書メチエ, 2002年）
  - 『ソビエト連邦史―1917-1991』講談社学術文庫, 2017年。改訂版
- 『アジア冷戦史』中公新書、2004年
- 『モスクワと金日成――冷戦の中の北朝鮮 1945-1961年』岩波書店、2006年
- 『図説 ソ連の歴史』 河出書房新社〈ふくろうの本〉、2011年
- 『日本冷戦史――帝国の崩壊から55年体制へ』岩波書店、2011年
  - 『日本冷戦史　1945-1956』講談社学術文庫、2021年
- 『ロシアとソ連 歴史に消された者たち――古儀式派が変えた超大国の歴史』河出書房新社、2013年
- 『プーチンはアジアをめざす 激変する国際政治』NHK出版新書、2014年
- 『宗教・地政学から読むロシア 「第三のローマ」をめざすプーチン』日本経済新聞出版社、2016年
- 『神と革命 ロシア革命の知られざる真実』筑摩書房〈筑摩選書〉、2017年
- 『ソ連を崩壊させた男、エリツィン』作品社、2021年
- 『プーチン戦争の論理』集英社インターナショナル新書、2022年

### 共著
- （高橋直樹）『先進諸国の政治』（放送大学教育振興会, 1992年）
- （NHK取材班）『国際スパイ ゾルゲの真実』（角川書店, 1992年／角川文庫, 1995年）
- （北岡伸一）『新世紀の世界と日本 世界の歴史30』（中央公論新社, 1999年／中公文庫, 2010年）

### 編著
- 『ロシア変動の構図――エリツィンからプーチンへ』（法政大学出版局, 2001年）
- 『日ロ関係歴史と現代』法政大学現代法研究所叢書：法政大学出版局、2015年
- 『ロシアの歴史を知るための50章』明石書店、2016年

### 共編著
- （進藤榮一）『ユーラシア激動――独立国家共同体のゆくえ』（社会評論社, 1992年）
- "Northern Territories" and beyond: Russian, Japanese, and American Perspectives, co-edited with James E. Goodby and Vladimir I. Ivanov, (Praeger, 1995).
- （五百旗頭真）『20世紀世界の誕生――両大戦間の巨人たち』（情報文化研究所, 2000年）
- （島田博）『現代ロシアを知るための55章』（明石書店, 2002年）

### 訳書
- ロイ・メドヴェージェフ, ジョレス・メドヴェージェフ『フルシチョフ権力の時代』（御茶の水書房, 1980年）
- A・V・トルクノフ『朝鮮戦争の謎と真実――金日成、スターリン、毛沢東の機密電報による』（草思社, 2001年）
- V・ペトロフ、A・スターソフ『金正日に悩まされるロシア――将軍様の権力』（草思社, 2004年）
- アンドレイ・ランコフ『スターリンから金日成へ―北朝鮮国家の形成 1945-1960年』（石井知章共訳、法政大学出版局、2011年）
- アーチー・ブラウン『共産主義の興亡』（中央公論新社、2012年）。監訳
- A・V･トルクノフ、V･デニソフほか『現代朝鮮の興亡―ロシアから見た朝鮮半島現代史』（明石書店、2013年）。監訳